# Елмо (Міссурі)
Елмо (англ. Elmo) — місто (англ. city) в США, в окрузі Нодавей штату Міссурі. Населення — 114 особи (2020).

## Географія
Елмо розташоване за координатами 40°31′8″ пн. ш. 95°7′1″ зх. д. / 40.51889° пн. ш. 95.11694° зх. д. (40.518844, -95.116813).  За даними Бюро перепису населення США в 2010 році місто мало площу 0,60 км², уся площа — суходіл.

## Демографія
Згідно з переписом 2010 року, у місті мешкало 168 осіб у 71 домогосподарстві у складі 43 родин. Густота населення становила 279 осіб/км².  Було 83 помешкання (138/км²).
Расовий склад населення:
| - 97,0 % — білих - 1,2 % — корінних американців |

До двох чи більше рас належало 1,8 %. Частка іспаномовних становила 0,0 % від усіх жителів.
За віковим діапазоном населення розподілялося таким чином: 19,6 % — особи молодші 18 років, 64,3 % — особи у віці 18—64 років, 16,1 % — особи у віці 65 років та старші. Медіана віку мешканця становила 38,7 року. На 100 осіб жіночої статі у місті припадало 104,9 чоловіків;  на 100 жінок у віці від 18 років та старших — 92,9 чоловіків також старших 18 років.
Середній дохід на одне домашнє господарство  становив 38 840 доларів США (медіана — 26 250), а середній дохід на одну сім'ю — 51 300 доларів (медіана — 37 969). За межею бідності перебувало 33,9 % осіб, у тому числі 21,1 % дітей у віці до 18 років та 44,4 % осіб у віці 65 років та старших.
Цивільне працевлаштоване населення становило 80 осіб. Основні галузі зайнятості: освіта, охорона здоров'я та соціальна допомога — 30,0 %, науковці, спеціалісти, менеджери — 18,8 %, мистецтво, розваги та відпочинок — 13,8 %, сільське господарство, лісництво, риболовля — 11,3 %.